# Сабиров, Файздрахман Ахмедзянович
Файздрахман Ахмедзянович Сабиров (5 сентября 1919, Нижние Шуни, Вятская губерния — 23 марта 1990, Москва) — полковник Советской Армии, участник Великой Отечественной войны, Герой Советского Союза (1945).

## Биография
Файздрахман Сабиров родился 5 сентября 1919 года в деревне Нижние Шуни (ныне — Вятскополянский район Кировской области). Окончил среднюю школу и школу фабрично-заводского ученичества. В 1938—1940 годах проходил службу в Рабоче-крестьянской Красной Армии. Демобилизовавшись, проживал и работал в Казани. В июне 1941 года Сабиров повторно был призван в армию. В 1942 году он окончил Камышловское пехотное училище, в 1944 году — курсы «Выстрел». С мая 1942 года — на фронтах Великой Отечественной войны. В боях был ранен.
К февралю 1945 года капитан Файздрахман Сабиров командовал стрелковым батальоном 771-го стрелкового полка 137-й стрелковой дивизии 42-го стрелкового корпуса 48-й армии 2-го Белорусского фронта. Отличился во время боёв в Восточной Пруссии. 30 января 1945 года батальон Сабирова углубился во вражескую оборону и перерезал важное шоссе, перекрыв таким образом пути отхода противнику. Трое последующих суток, ведя ожесточённые бои, батальон нанёс противнику большие потери. Оказавшись в окружении, Сабиров организовал круговую оборону, лично вёл огонь орудия, уничтожив 2 танка противника. В критические моменты боя он пять раз вызывал огонь советской артиллерии на себя. Батальону удалось продержаться до подхода основных сил, несмотря на понесённые им тяжёлые потери. Противник в тех боях потерял 4 танка и более 350 солдат и офицеров противника.
Указом Президиума Верховного Совета СССР от 19 апреля 1945 года за «образцовое выполнение боевых заданий командования на фронте борьбы с немецкими захватчиками и проявленные при этом отвагу и геройство» капитан Файздрахман Сабиров был удостоен высокого звания Героя Советского Союза с вручением ордена Ленина и медали «Золотая Звезда» за номером 7214.
После окончания войны Сабиров продолжил службу в Советской Армии. Служил в военно-строительных частях, переданных Главному управлению при совете Министром СССР, а с 1953 года — Министерству среднего машиностроения. Почти 30 лет трудился на строительстве объектов атомной промышленности. С 1960 года — начальник управления строительства в Москве. Под его руководством был построен ряд зданий МГУ. В 1976 году в звании полковника он был уволен в запас. Работал в штабе Гражданской обороны МГУ.
Скончался 23 марта 1990 года, похоронен на Троекуровском кладбище Москвы.
Был также награждён орденом Отечественной войны 1-й степени, двумя орденами Красной Звезды, тремя орденами «Знак Почёта» и рядом медалей.